# Nationaal park Mols Bjerge
Het Nationaal park Mols Bjerge is een nationaal park in Denemarken, gesticht in 2009. Het heeft een oppervlakte van 180 km² en omvat bossen, heide, graslanden, meren, kust en zee. De naam van het park is ontleend aan de heuvels van het landschap Mols. Mols is het zuidelijke deel van Djursland, een schiereiland in Jutland.
Het park wordt aan de oostkant begrensd door het Kattegat en in het westen door de baai van Kalø. In het zuiden wordt de overgang met de zee vormgegeven door verscheidene inhammen en baaien. In het park liggen de stad Ebeltoft en diverse dorpen. 
Het doel van het nationaal park is behoud en versterking van de natuur, het landschap, de culturele aspecten van het gebied, en de bijzondere geologische kenmerken. Daarnaast is het doel om bezoekers recreatiemogelijkheden te bieden en informatie te verschaffen over de omgeving. Het langeafstandswandelpad Mols Bjerge-stien loopt door het park.

## Landschap
Het landschap is in sterke mate gevormd door laatste ijstijd. Het gebied is een heuvelachtig morenelandschap met meren en keien. Het hoogste punt is de heuvel Agri Bavnehøj met een hoogte van 137 meter. In het landschap komen verscheidene grafheuvels voor. De menselijke bewoners hebben met houtkap en veeteelt het landschap sterk veranderd en van de oorspronkelijke bossen is bijvoorbeeld weinig over.

## Flora en fauna
In het gebied komen licht- en warmteminnende soorten voor die leven op droge, zanderige en zonnige hellingen. Dit zijn planten zoals Rode pekanjer en strobloem, diverse vlinders, vele andere insecten en koudbloedige dieren zoals hagedissen en slangen.

## Cultuurhistorische bijzonderheden
Behalve grafheuvels liggen er in het park een kasteelruïne, een jachtslot, oude boerderijen en molens.
In het noordwesten van het park, op een schiereilandje bij Rønde, liggen de overblijfselen van het ooit belangrijke slot Kalø. Het is waarschijnlijk in de 14e eeuw gebouwd. Het nabijgelegen bos is later geplant, in de periode 1500 tot 1600. Verder landinwaarts ligt een voormalig landgoed met het jachtslot (Jagtslottet), ontworpen door de architect Hack Kampmann. In dit slot is het secretariaat van het nationaal park gevestigd. Daarnaast is er een bezoekerscentrum gevestigd. 

Øvre Strandkær, een ander bezoekerscentrum van het park, bevindt zich in een oude boerderij. Ten zuiden en oosten van het bezoekerscentrum liggen veel grafheuvels. 
Ten noorden van Strandkær staan vijf watermolens, waarvan er niet een meer in bedrijf is. De enige nog werkende watermolen ligt oostelijker, in het zuiden van Feldballe. Hier en daar liggen nog restanten van loopgraven en bunkers uit de oorlog tegen Engeland, van 1801 tot 1814.

## Afbeeldingen

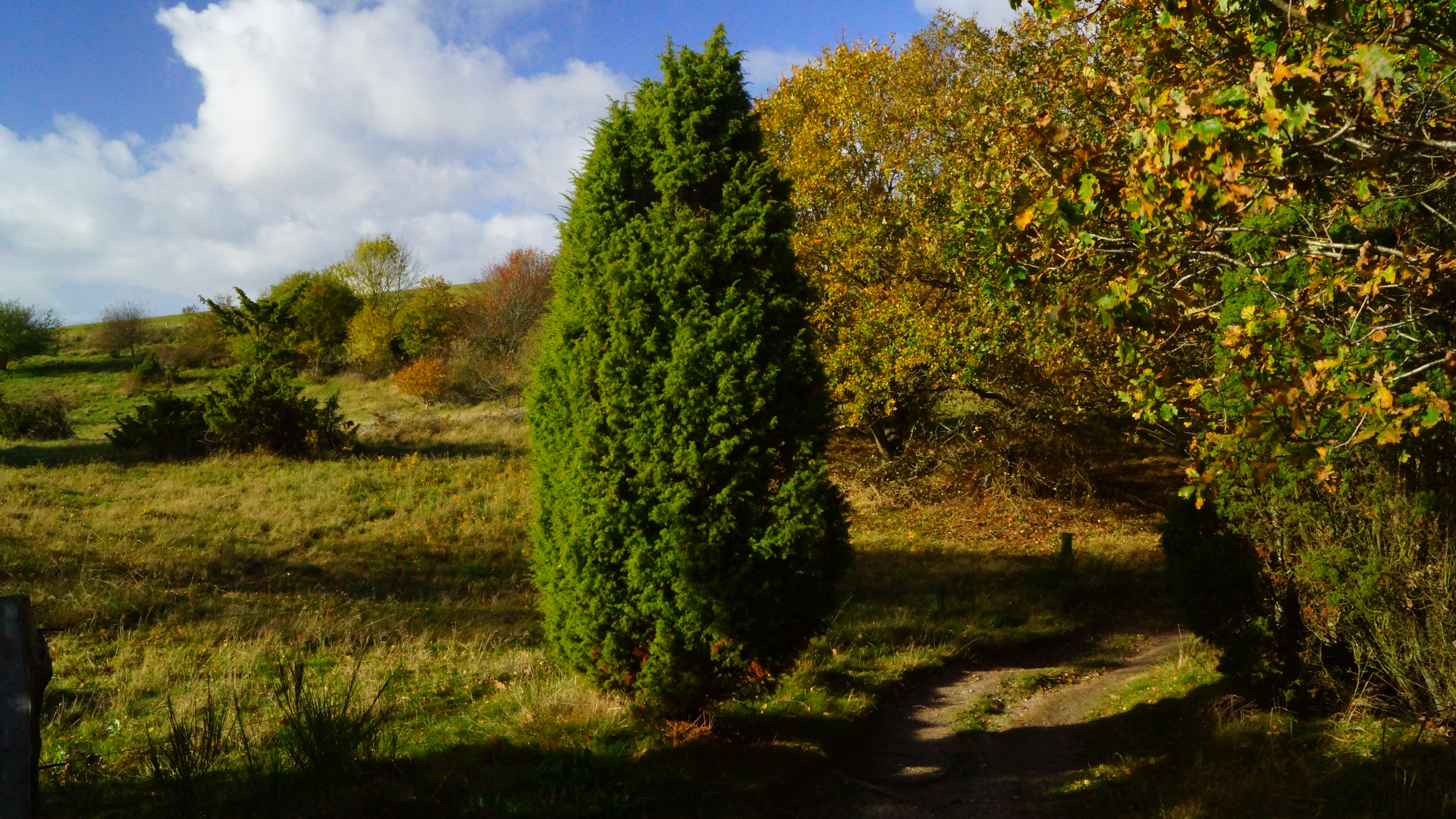
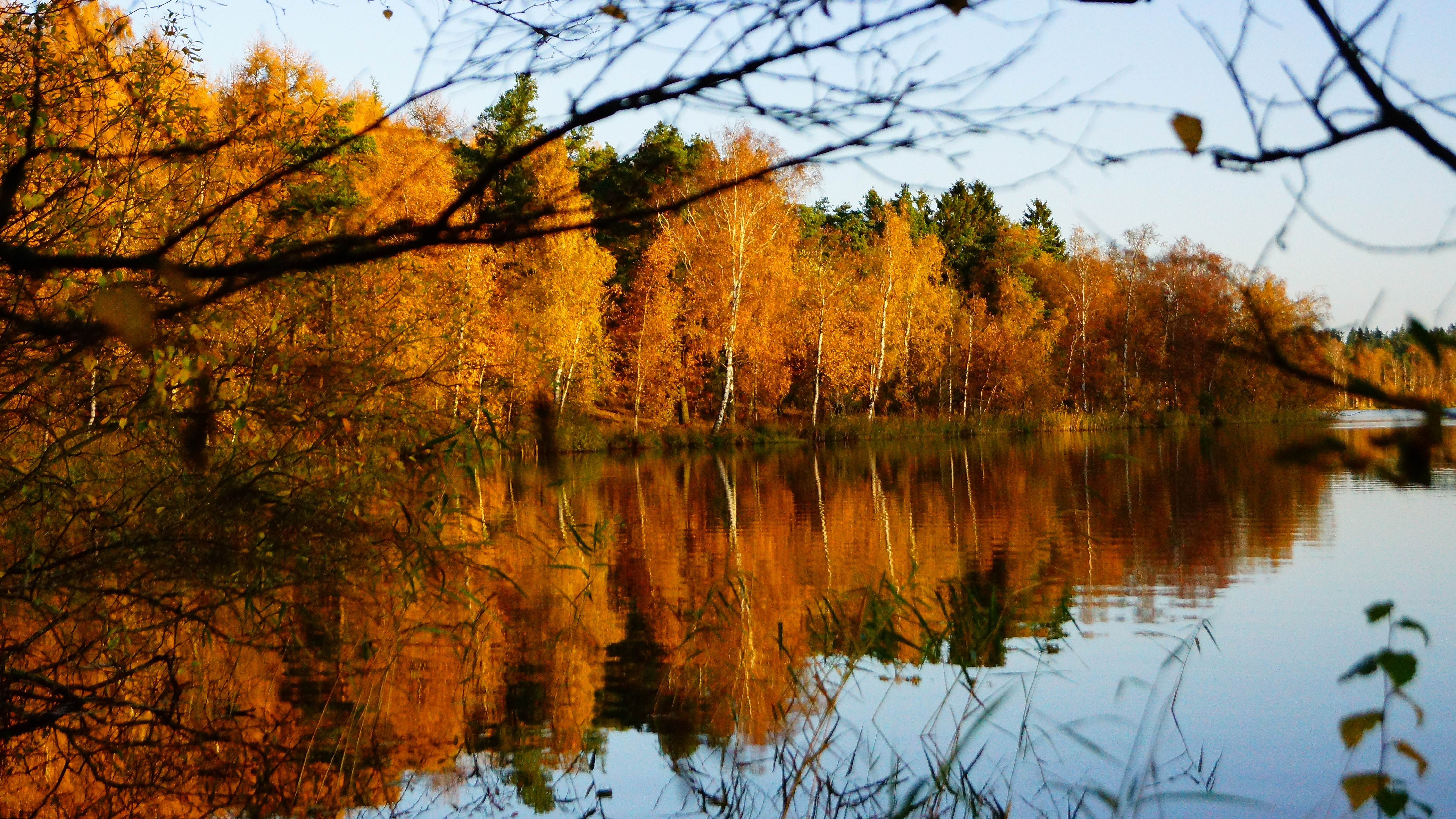
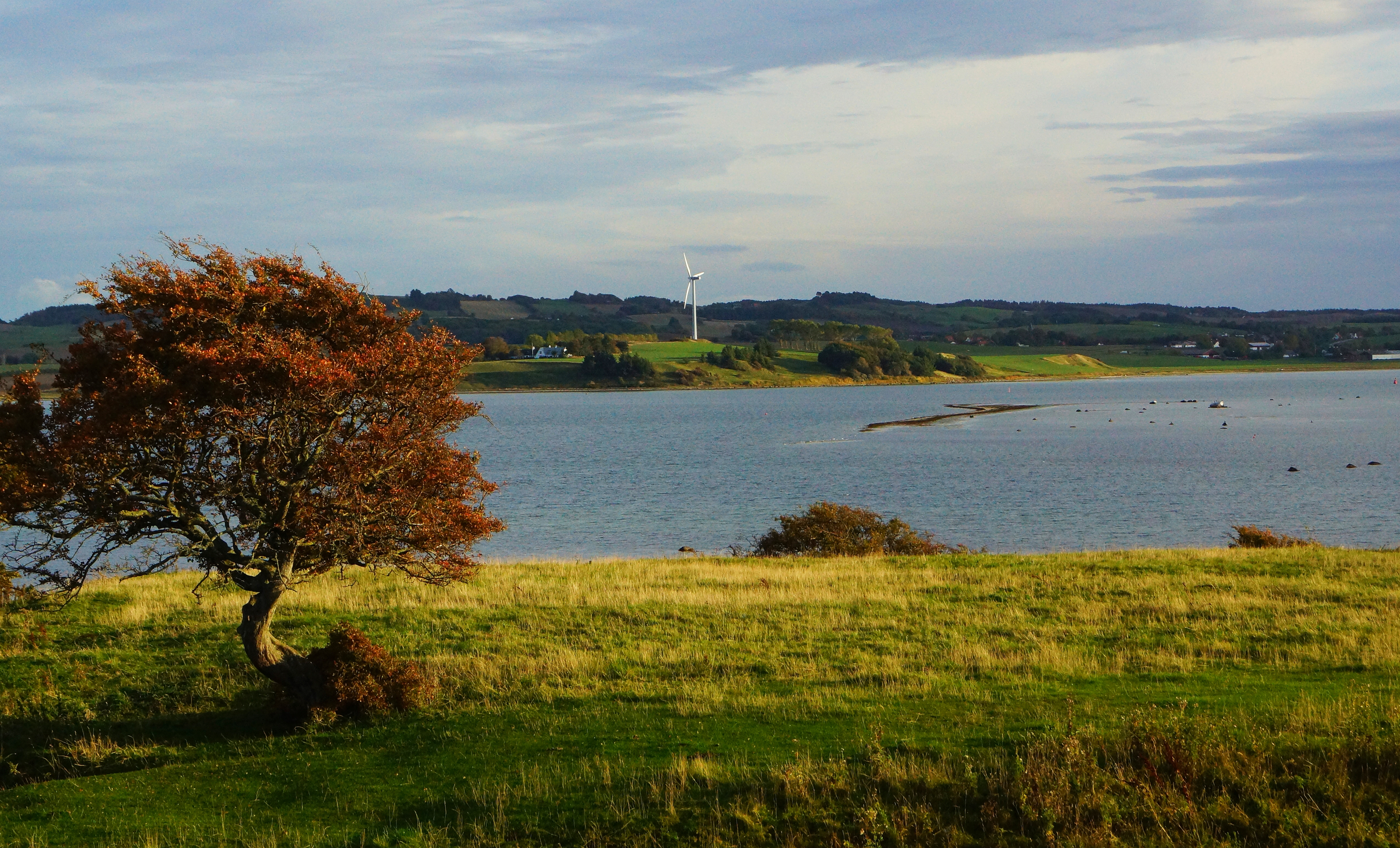
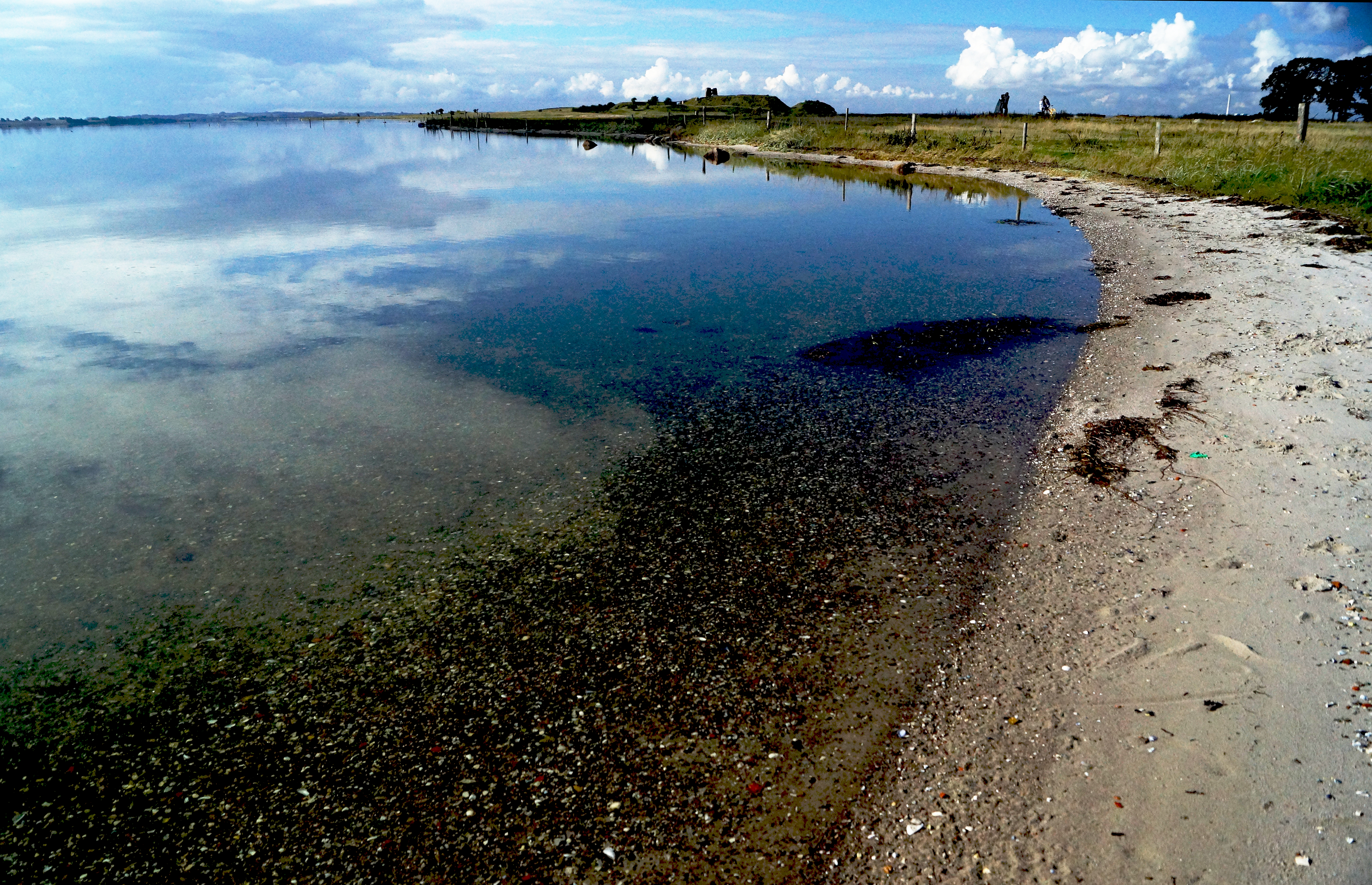
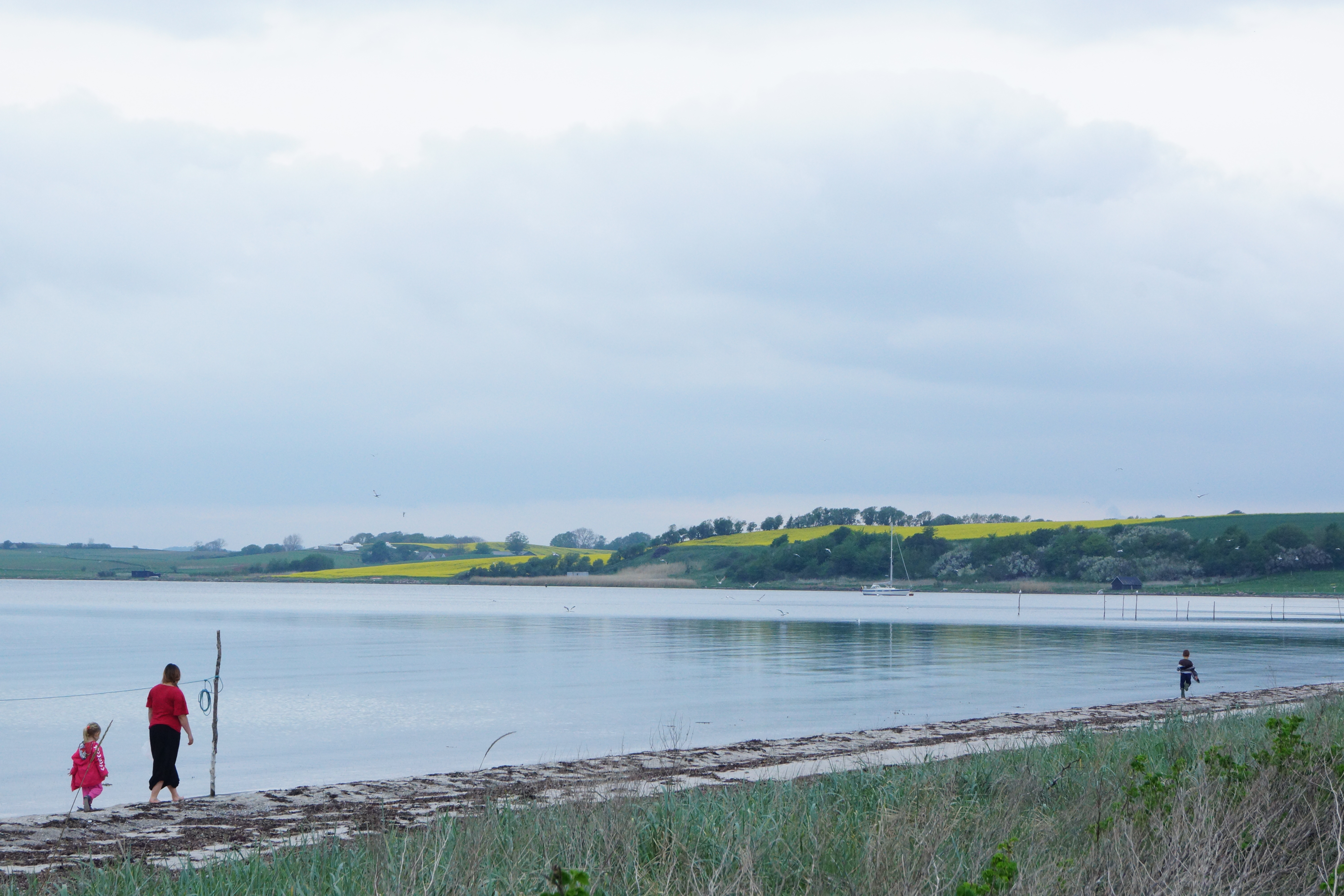
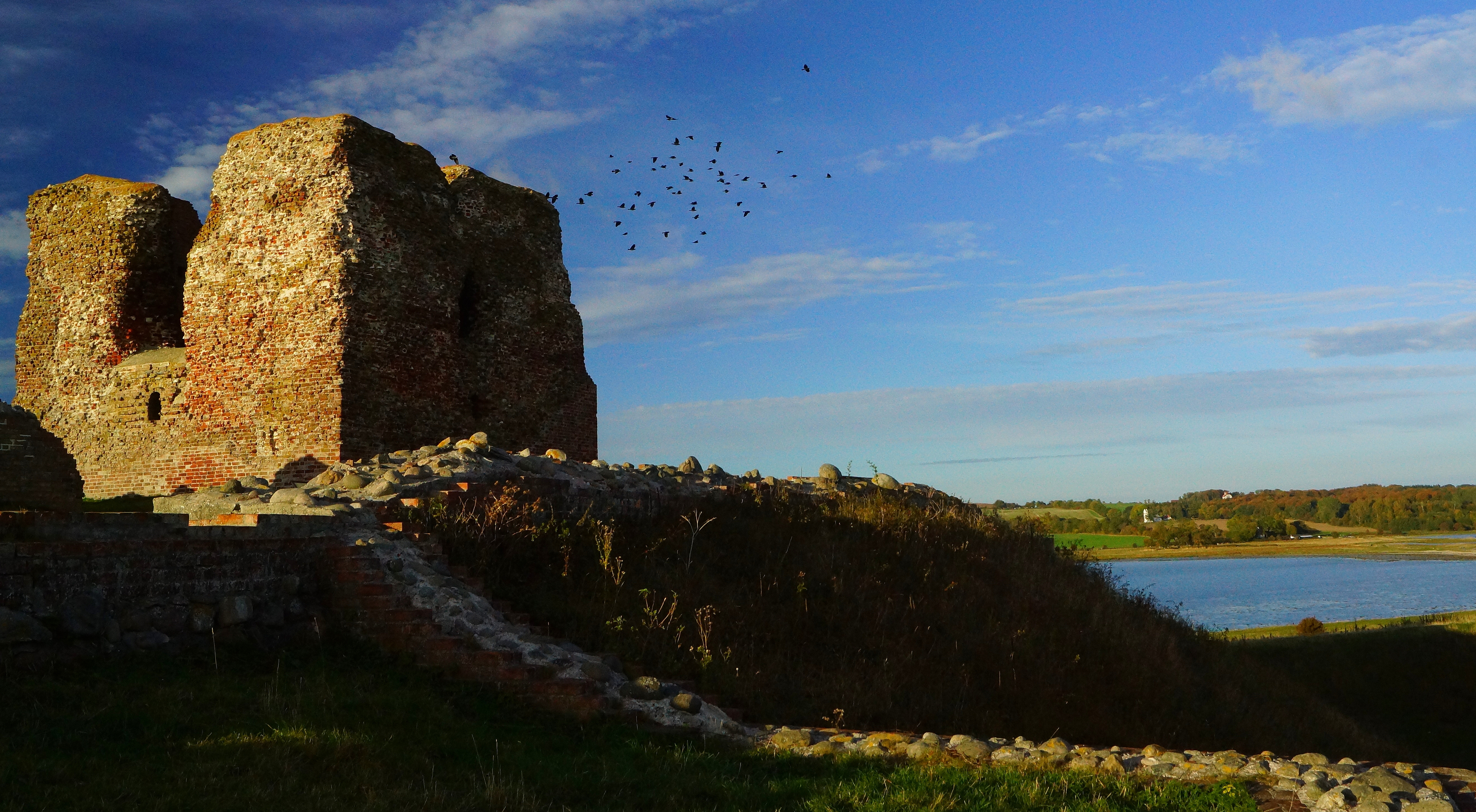
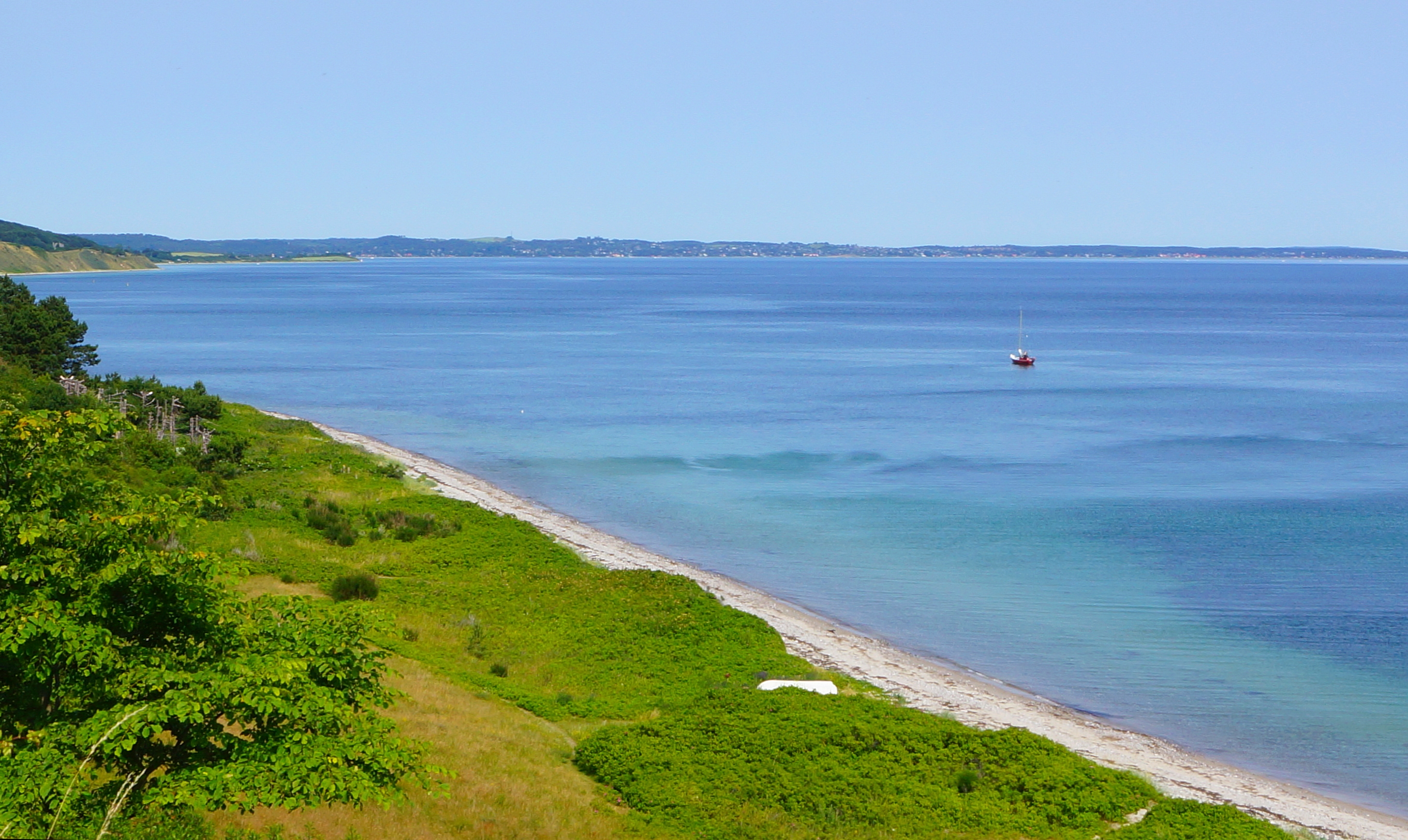
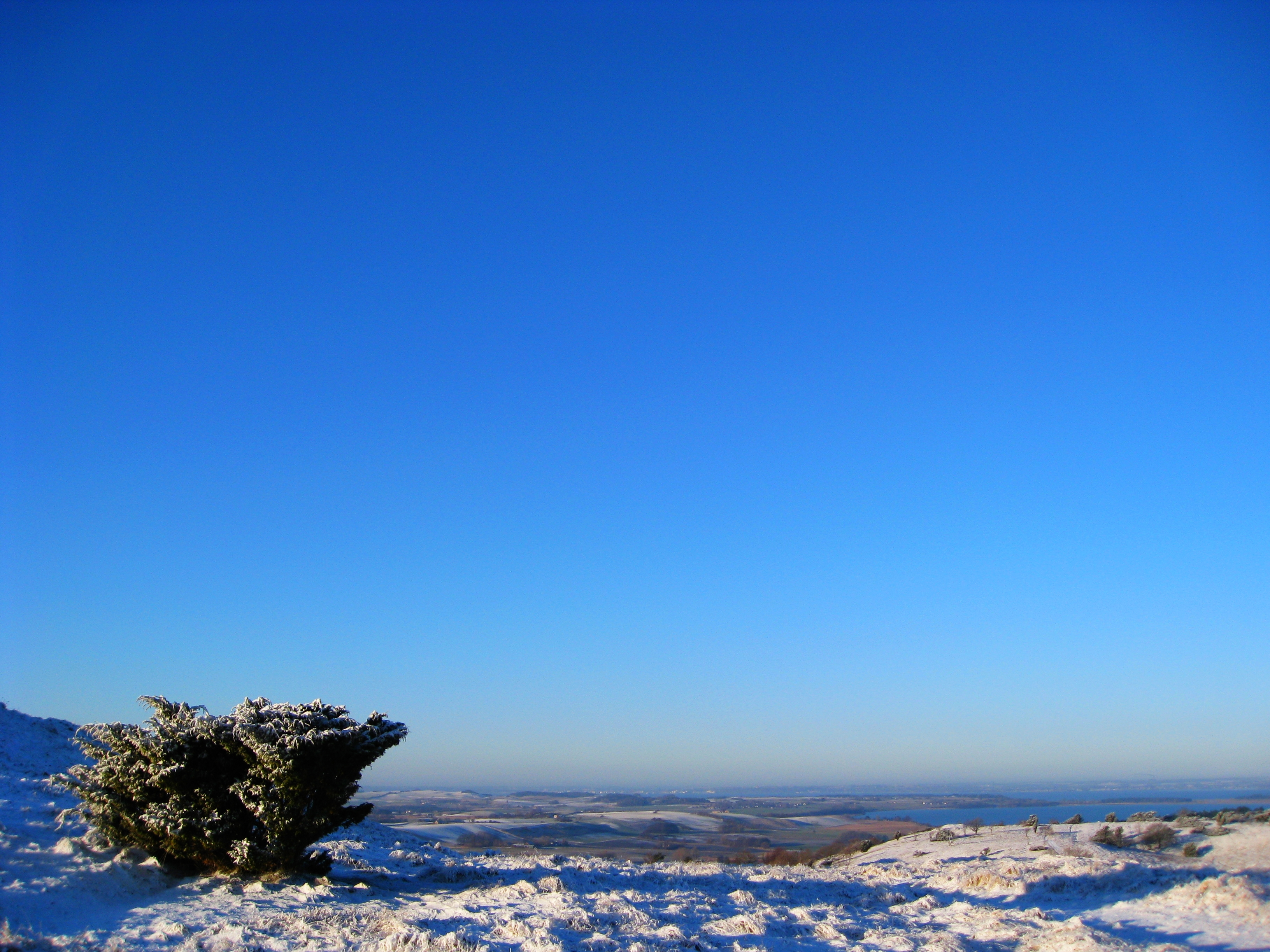
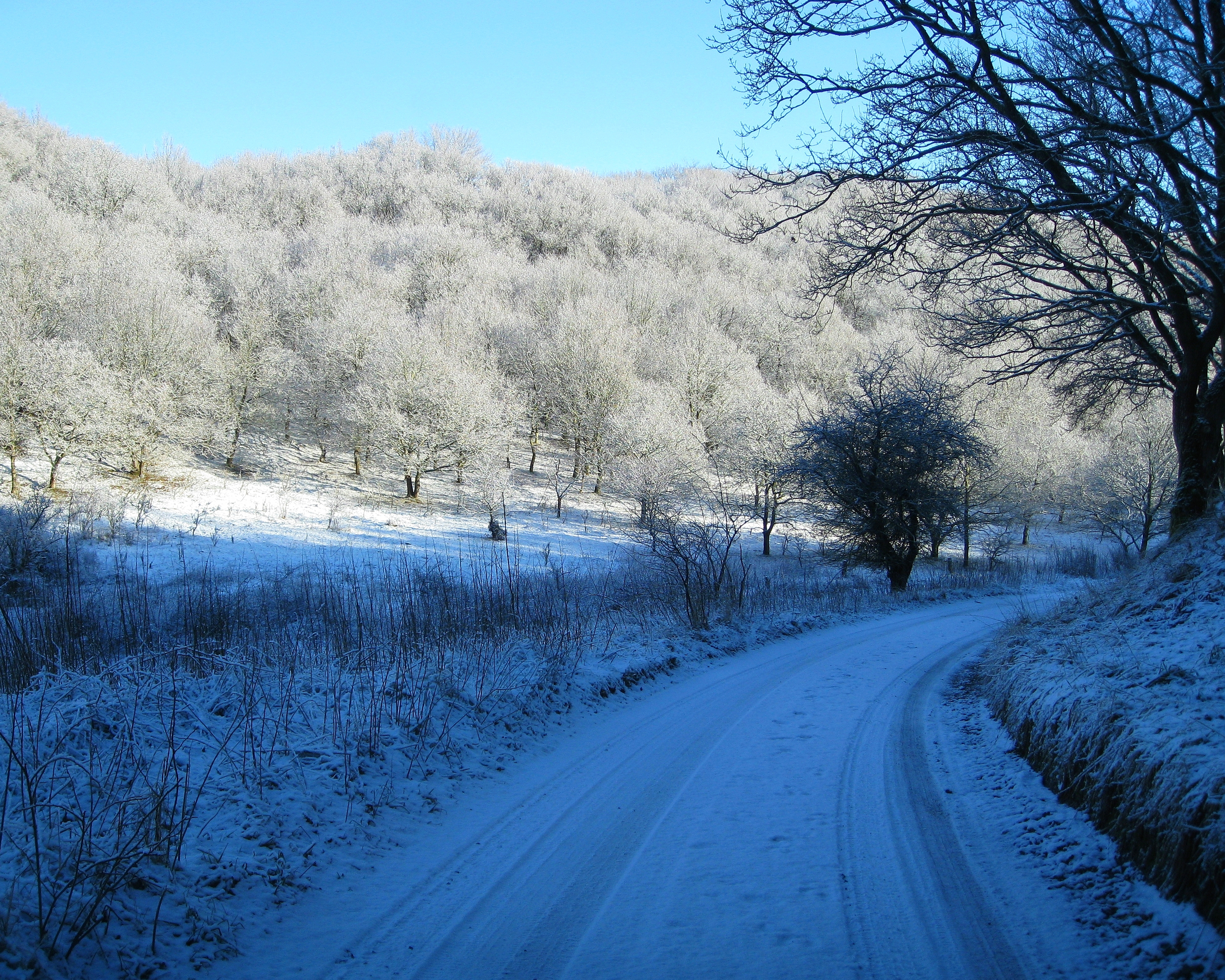